# Ana Marcela Cunha
Ana Marcela Cunha, född 23 mars 1992, är en brasiliansk simmare som tävlar i öppet vatten-simning.

## Karriär
Vid världsmästerskapen i simsport 2017 vann hon sitt andra raka guld på distansen 25 km.
I augusti 2021 vid OS i Tokyo tog Cunha guld på 10 km öppet vatten. I juni 2022 vid VM i Budapest tog hon sitt andra raka VM-guld på 5 km öppet vatten och sitt totalt femte VM-guld på 25 km öppet vatten. Vid samma mästerskap tog Cunha även brons på 10 km öppet vatten.